# Afghanistan Premier League
Die Afghanistan Premier League war von 1946 bis 1955, von 1968 bis 1984 und von 1995 bis 2012 die höchste Spielklasse im afghanischen Fußball. Die Premier League war eine reine Amateur-Liga.
Alle Spiele wurden im Ghazi-Stadion ausgetragen, da kein anderes benutzbares Stadion vorhanden war und außerdem nur Mannschaften aus Kabul teilnahmen.

## Geschichte
Von 1946 bis 1955 existierte bereits eine afghanische Premier League. Der einzige Sieger in dieser Zeit war der Ariana Kabul FC, der zehnmal in Folge afghanischer Meister wurde. Von 1956 bis 1968 existierte keine afghanische Premier League. Zur Saison 1968/69 wurde erstmals wieder afghanischer Ligafußball gespielt, zunächst mit zwei Vereinen (Habbibiya und Pas Kabul), ab 1978 mit 16 Vereinen. Ab 1984, mit dem Höhepunkt der sowjetischen Intervention in Afghanistan und dessen Folgen, u. a. dem Bürgerkrieg bis 1996, konnte kein geregelter Fußball gespielt werden.
Ein Jahr zuvor wurde die Afghanistan Premier League ein drittes Mal gegründet, Meister in dieser Saison war Karlappan. Unter der Herrschaft der Taliban ab 1996 war Fußball als eine der wenigen Sportarten erlaubt, jedoch wurde die Beliebtheit dieses Sportes ausgenutzt, um in den Halbzeitpausen Propaganda zu verbreiten und öffentliche Hinrichtungen vor tausenden Zuschauern durchzuführen. Weitere Meister bis 2012 waren Maiwand Kabul, Red Crescent Society, der Ordu Kabul FC und der FC Kabul Bank. Mit dem 9. Juli 2012 wurde der Nachfolger der Liga, die Afghan Premier League, gegründet. Die Afghanistan Premier League wurde als Liga für Vereine nur aus Kabul als Kabul Premier League fortgesetzt.

## Sieger
- 1946: Ariana Kabul FC
- 1947: Ariana Kabul FC
- 1948: Ariana Kabul FC
- 1949: Ariana Kabul FC
- 1950: Ariana Kabul FC
- 1951: Ariana Kabul FC
- 1952: Ariana Kabul FC
- 1953: Ariana Kabul FC
- 1954: Ariana Kabul FC
- 1955: Ariana Kabul FC
- 1956–1968: nicht ausgetragen
- 1969–1984: unbekannt
- 1985–1994: nicht ausgetragen
- 1995: Karlappan
- 1996: unbekannt
- 1997/98: Maiwand Kabul
- 1999–2002: unbekannt
- 2003: Red Crescent Society
- 2004: Ordu Kabul FC
- 2005: Ordu Kabul FC
- 2006: Ordu Kabul FC
- 2007: Ordu Kabul FC
- 2008: Hakim Sanayi Kabul FC 1[3]
- 2009: FC Kabul Bank
- 2010: Feruzi FC (ehem. FC Kabul Bank)
- 2011: Big Bear FC
- 2012: Feruzi FC